# بانک اروپایی بازسازی و توسعه
بانک اروپایی بازسازی و توسعه (انگلیسی: European Bank for Reconstruction and Development) یک نهاد مالی است که در سال ۱۹۹۱ تأسیس شده‌است. مقر این بانک در شهر لندن می‌باشد.

## تاریخچه
بانک اروپایی بازسازی و توسعه در آوریل ۱۹۹۱ همزمان با فروپاشی اتحاد جماهیر شوروی، توسط نمایندگان ۴۰ کشور از سه قاره جهان و دو نهاد اروپایی یعنی بانک سرمایه‌گذاری اروپا و اتحادیه اقتصادی اروپا (که اینکه به اتحادیه اروپا تبدیل شده‌است) و به دنبال حصول توافق بر سر منشور (اهداف)، ابعاد و نحوه توزیع قدرت در بین سهامداران، تشکیل شد. در سال ۲۰۰۶، بانک اروپایی بازسازی و توسعه اعلام کرد که تا سال ۲۰۱۰، هزینه‌های خود در کشورهای بالتیک و اروپای مرکزی را متوقف خواهد کرد و سرمایه‌گذاری را به روسیه، اوکراین، ارمنستان، قزاقستان و ازبکستان منتقل خواهد کرد. در سال ۲۰۱۰ این روند به دلیل رکود عظیم به تعویق افتاد.

## مأموریت
بانک اروپایی بازسازی و توسعه برای حمایت از کشورهای بلوک شرق سابق در مسیر تشکیل بخش خصوصی در آنها، تأسیس شد. به این منظور، این بانک تأمین مالی پروژه‌ها را برای بانکها، صنایع و نهادهای تجاری، چه در رابطه با نهادهای جدید و چه در مورد کمپانیهای موجود به عهده می‌گیرد. این بانک برای حمایت از خصوصی‌سازی شرکتهای دولتی، با آنها کار می‌کند. این هدفی است که از دهه ۱۹۸۰ توسط سازمان تجارت جهانی دنبال می‌شد. بانک اروپایی بازسازی و توسعه همچنین روی ارتقای خدمات شهری کار می‌کند.
وظایف تعریف شده این بانک تنها شامل کار در کشورهایی است که «به اصول دمکراتیک متعهد باشند». این بانک مشوق توسعه پایداری است که سلامت محیط زیست را تضمین کند. بانک اروپایی بازسازی و توسعه، فعالیتهای مربوط به صنایع دفاعی، صنعت تنباکو، منتخبی از تولیدات الکلی، مواردی که توسط قانون بین‌المللی منع شده باشند و نهادهای مستقل مربوط به قمار را تأمین مالی نمی‌کند.
در سال ۲۰۲۲ این بانک تصمیم به پشتیبانی مالی طرح های زیرساختی در کشور های آسیایی و آفریقایی مبتنی بر پروژه دروازه جهانی گرفت.  

## گسترش
بانک اروپایی بازسازی و توسعه که در ابتدا روی بلوک شرق سابق متمرکز بود، محدوده عمل خود را گسترش داد و اینک کشورهای بسیاری را از اروپای مرکزی تا آسیای مرکزی تحت پوشش دارد. کشورهای عضو بانک اروپایی بازسازی و توسعه، علاوه بر کشورهای اروپایی شامل کشورهایی از قاره‌های آمریکای شمالی، آفریقا و استرالیا نیز هستند. با توجه به اینکه بزرگترین سهامدار این بانک، ایالات متحده آمریکا است، به نظر می‌رسد که اسم آن اینک کمی بی‌مسما شده باشد. مرکز این بانک در لندن است. بانک اروپایی بازسازی و توسعه به ۶۵ کشور و دو نهاد وابسته به اتحادیه اروپا تعلق دارد. به رغم اینکه سهامداران این بانک از بخش دولتی هستند، سرمایه‌گذاری‌اش اساساً در بخش خصوصی و در همکاری با شرکای تجاری صورت می‌گیرد.

## تفاوت با (EIB) و (CEB)
بانک اروپایی بازسازی و توسعه (EBRD) را نباید با بانک سرمایه‌گذاری اروپا (EIB) که متعلق به کشورهای عضو اتحادیه اروپا و در خدمت حمایت از سیاستهای این اتحادیه است اشتباه گرفت. بانک اروپایی بازسازی و توسعه همچنین با بانک توسعه شورای اروپا (CEB) تفاوت دارد.

## ایجاد منطقه اقتصادی شش کشور بالکان
روز ۵ ژوئیه ۲۰۱۷ پیر هیلبورن معاون بانک مزبور در بلگراد اعلام کرد که منطقه اقتصادی شش کشور بالکان توسط بانک اروپایی بازسازی و توسعه ایجاد می‌شود. او گفت کشورهای آلبانی، بوسنی، کوزوو، مقدونیه، مونته‌نگرو و صربستان که همگی امیدوارند به اتحادیه اروپا بپیوندند این پروژه را آغاز خواهند کرد. هدف ایجاد یک بازار واحد با جمعیت ۲۰ میلیونی با پشتیبانی بانک اروپائی بانک اروپایی بازسازی و توسعه می‌باشد، این بانک تا کنون ۱۰میلیارد یورو برابر با ۱۱میلیارد دلار در این منطقه سرمایه‌گذاری کرده‌است.